# Campionat rondoniense

Campionat rondoniense / Rondônia

El Campionat Rondoniense és la competició futbolística de l'estat de Rondônia. Entre 1945 i 1990, la lliga fou una competició amateur. La lliga professional s'inicià el 1991.

## Campions
Font:
Liga de Futebol de Porto Velho - amateur
- 1945:  Ypiranga (1)
- 1946:  Ferroviário (1)
- 1947:  Ferroviário (2)
- 1948:  Ferroviário (3)
- 1949:  Ferroviário (4)
- 1950:  Ferroviário (5)
- 1951:  Ferroviário (6)
- 1952:  Ferroviário (7)
- 1953:  Ypiranga (2)
- 1954:  Moto Clube (1)
- 1955:  Ferroviário (8)
- 1956:  Flamengo (1)
- 1957:  Ferroviário (9)
- 1958:  Ferroviário (10)
- 1959:  Ypiranga (3)
- 1960:  Flamengo (2)
- 1961:  Flamengo (3)
- 1962:  Flamengo (4)
- 1963:  Ferroviário (11)
- 1964:  Ypiranga (4)
- 1965:  Flamengo (5)
- 1966:  Flamengo (6)
- 1967:  Flamengo (7)
- 1968:  Moto Clube (2)
- 1969:  Moto Clube (3)
- 1970:  Ferroviário (12)
- 1971:  Moto Clube (4)
- 1972:  Moto Clube (5)
- 1973:  São Domingos (1)
- 1974:  Botafogo (1)
- 1975:  Moto Clube (6)
- 1976:  Moto Clube (7)
- 1977:  Moto Clube (8)
- 1978:  Ferroviário (13)
- 1979:  Ferroviário (14)
- 1980:  Moto Clube (9)
- 1981:  Moto Clube (10)

Liga de Futebol de Rondônia - amateur
- 1982:  Flamengo (8)
- 1983:  Flamengo (9)
- 1984:  Ypiranga (5)
- 1985:  Flamengo (10)

Liga de Futebol de Porto Velho - amateur
- 1986:  Ferroviário (15)
- 1987:  Ferroviário (16)
- 1988:  União Paulistano (1)
- 1989:  Ferroviário (17)
- 1990:  Ferroviário (18)

Liga de Futebol de Rondônia - professional
- 1991:  Ji-Paraná (1)
- 1992:  Ji-Paraná (2)
- 1993:  Ariquemes (1)
- 1994:  Ariquemes (2)
- 1995:  Ji-Paraná (3)
- 1996:  Ji-Paraná (4)
- 1997:  Ji-Paraná (5)
- 1998:  Ji-Paraná (6)
- 1999:  Ji-Paraná (7)
- 2000:  Guajará (1)
- 2001:  Ji-Paraná (8)
- 2002:  CF Amazônia (1)
- 2003:  União Cacoalense (1)
- 2004:  União Cacoalense (2)
- 2005:  Vilhena (1)
- 2006:  Ulbra (1)
- 2007:  Ulbra (2)
- 2008:  Ulbra (3)
- 2009:  Vilhena (2)
- 2010:  Vilhena (3)
- 2011:  Espigão (1)
- 2012:  Ji-Paraná (9)
- 2013:  Vilhena (4)
- 2014:  Vilhena (5)
- 2015:  Genus (1)
- 2016:  Rondoniense (1)
- 2017:  Real Ariquemes (1)
- 2018:  Real Ariquemes (2)
- 2019:  Vilhenense (1)
- 2020:  Porto Velho EC (1)
- 2021:  Porto Velho EC (2)
- 2022:  Real Ariquemes (3)
- 2023:  Porto Velho EC (3)
- 2024:  Porto Velho EC (4)
- 2025:  Porto Velho EC (5)

## Títols per equip
Era professional
- Ji-Paraná Futebol Clube 9 títols
- Porto Velho Esporte Clube 5 títols
- Vilhena Esporte Clube 5 títols
- Sport Club Ulbra Ji-Paraná 3 títols
- Real Ariquemes Esporte Clube 3 títols
- Sociedade Esportiva Ariquemes 2 títols
- Sociedade Esportiva União Cacoalense 2 títols
- Guajará Esporte Clube 1 títol
- Centro de Futebol Amazônia 1 títol
- Esporte Clube Espigão 1 títol
- Sport Club Genus de Porto Velho 1 títol
- Rondoniense Social Clube 1 títol
- Vilhenense Esportivo Clube 1 títol

Era amateur
- Ferroviário Atlético Clube 18 títols
- Moto Clube de Porto Velho 10 títols
- Clube de Regatas Flamengo 10 títols
- Ypiranga Esporte Clube 5 títols
- São Domingos Esporte Clube 1 títol
- Botafogo Futebol Clube 1 títol
- Clube Recreativo União Paulistano 1 títol